# Туфа Лилугу
Туфа́ Лилугу́ (кит. трад. 禿髮利鹿孤, упр. 秃发利鹿孤, пиньинь Tūfà  Lìlùgū, IV век — 402) — сяньбийский вождь, правитель государства Южная Лян.

## Биография
Туфа Лилугу был сыном Туфа Сыфуцзяня, который стал вождём в 356 году и признал себя вассалом государства Ранняя Цинь. Когда умер Туфа Сыфуцзянь, и когда вместо него стал вождём его старший сын Туфа Угу, данных нет. В 394 году Люй Гуан, основавший государство Поздняя Лян, предложил Туфа Угу стать его генералом, и Туфа Угу, обсудив этот вопрос со своими приближёнными, согласился.
Первые сведения о Туфа Лилугу появляются в источниках в 397 году. После того, как Люй Гуан потерпел поражение от правителя Западной Цинь Цифу Ганьгуя, Туфа Угу провозгласил себя «Сипинским князем» (西平王) и ввёл собственное летоисчисление, став тем самым независимым правителем. Тогда же предсказатель Го Нэнь поднял восстание в столице Поздней Лян городе Гуцзане и запросил помощи у Туфа Угу. Туфа Угу отправил Туфа Лилугу ему на помощь, однако позднее Го Нэнь примкнул к Западной Цинь, а не к Южной Лян. В 398 году Туфа Угу Туфа Угу сменил свой титул с «Сипинского князя» на «Увэйского князя» (武威王). Летом 399 года Туфа Угу направил Туфа Лилугу, носившего титул «Сипинского гуна» (西平公) на помощь Дуань Е (основателю государства Северная Лян), которого атаковали войска Поздней Лян, и Туфа Лилугу успешно справился со своей задачей. Позднее в том же году Туфа Угу, будучи пьяным, свалился с лошади и повредил грудь. Так как его состояние ухудшалось, он перед смертью приказал, чтобы новым правителем выбрали кого-нибудь взрослого, и после его смерти знать избрала новым правителем государства Туфа Лилугу.
Возглавив государство, Туфа Лилугу перенёс ставку из Лэду в Сипин. В 400 году Люй Цзуань, возглавивший Позднюю Лян, совершил нападение на Туфа Лилугу, но оно было отбито. Позднее в том же году Туфа Лилугу сдался правитель государства Западная Цинь Цифу Ганьгуй, который был разгромлен войсками Поздней Цинь. Туфа Цзюйянь (брат Туфа Лилугу) не поверил в искренность Цифу Ганьгуя, и потребовал отправить того в изгнание на запад от озера Кукунор, однако Туфа Лилугу отказался так сделать, сказав, что в этом случае никто больше не перейдёт на его сторону; однако, когда позднее Цифу Ганьгуй перебежал к Поздней Цинь, Туфа Лилугу сожалел, что не сослал или не казнил его. Позднее, когда Цифу Чипань (сын Цифу Ганьгуя) также попытался перебежать к Поздней Цинь, то Туфа Лилугу хотел казнить его, но Туфа Нутань отговорил брата.
Весной 401 года придворные настаивали, чтобы Туфа Лилугу объявил себя императором, но он в итоге решил так не делать, а лишь изменил титул «Увэйского князя», который носил ещё его брат Туфа Угу, на титул «Хэсиского князя» (河西王), тем самым заявив претензии на весь регион Хэси (земли к западу от реки Хуанхэ).
Осенью 401 года Цзюйцюй Мэнсюнь (новый правитель Северной Лян) был вынужден послать заложника ко двору Южной Лян, и он отправил своего сына Цзюйцюй Синяня, но Туфа Лилугу заявил, что тот слишком мал, и захотел в заложники Цзюйцюй Жу — брата Цзюйцюй Мэнсюня, который к тому же был его генералом и советником. Поначалу Цзюйцюй Мэнсюнь отказался, что привело Туфа Лилугу в ярость, и он устроил набег на Северную Лян. Цзюйцюй Мэнсюню пришлось покориться, и он отправил своего дядю Цзюйцюй Кунчжэ с обещанием того, что Цзюйцюй Жу будет послан в качестве заложника после того, как Туфа Лилугу отведёт войска и отпустит захваченных людей. Однако сам Туфа Лилугу сознавал границы своей мощи, и в 401 году формально признал своим сюзереном Яо Сина — правителя Поздней Цинь; когда Поздняя Цинь напала на Позднюю Лян — Туфа Лилугу приказал своим войскам отойти, чтобы освободить путь для войск Поздней Цинь.
В начале 402 года по просьбе Цзяо Ляна, устроившего восстание в Поздней Лян, Туфа Лилугу отправил ему на помощь Туфа Нутаня, и те вместе атаковали позднелянскую столицу Гуцзан, нанеся Поздней Лян крупное поражение. Однако, когда весной 402 года Позднюю Лян атаковала Северная Лян, Туфа Лилугу послал Туфа Нутаня на помощь уже Поздней Лян (хотя к моменту его прибытия войска Северной Лян уже отошли).
Весной 402 года Туфа Лилугу заболел, и приказал, чтобы после его смерти государство возглавил Туфа Нутань, что и было сделано.